# Meligethes sulcatus
Meligethes sulcatus är en skalbaggsart som beskrevs av Brisout de Barneville 1863. Meligethes sulcatus ingår i släktet Meligethes, och familjen glansbaggar. Arten har ej påträffats i Sverige.